# Ali Abad (shahrestan)
Ali Abad (persiska: علی‌آباد), även skrivet Aliabad, formellt Shahrestan-e Ali Abad (شهرستان علی‌آباد), är en delprovins (shahrestan) i provinsen Golestan i norra Iran. Antalet invånare i delprovinsen var 140 709 vid folkräkningen 2016. Administrativt centrum är staden Ali Abad.